# Ото I (Шаумбург)
Вижте пояснителната страница за други личности с името Ото I.
Ото I фон Шауенбург-Холщайн (на немски: Otto I, † 1404) е граф на Шауенбург и Холщайн от (1366 – 1404).
Той е син на Адолф VII фон Холщайн-Пинеберг (1297 – 1353) и втората му съпруга Хайлвиг фон Липе († 1369), дъщеря на Симон I фон Липе († 1344) и Аделхайд фон Валдек († 1339/1342). Брат му Герхард II († 1366) е епископ на Минден.
Ото управлява Холщайн-Пинеберг и племенното Графство Шаумбург като наследник на по-големия си брат, Адолф VIII, от 1366 до 1404 г.
На 25 юни 1368 г. Ото се жени за Матилда фон Брауншвайг-Люнебург (* ок. 1350; † сл. 16 май 1410), вдовица на херцог Лудвиг I фон Брауншвайг-Люнебург. Тя е дъщеря на Вилхелм II, херцог на Брауншвайг-Люнебург. Двамата имат децата:
- Адолф IX (* ок. 1370, † 9 октомври 1426), ∞ 18 август 1378 за графиня Хелене фон Хоя († 23 ноември 1414), родители на Ото
- Вилхелм (1379 – 1391)
- Елизабет, ∞ Бернхард II фон Дорщат († 1425)
- Аделхайд, ∞ Дитрих VIII фон Хонщайн-Херинген († 1417)